# Backstuga
Backstuga kan också, i södra och västra Sverige, beteckna en jordstuga.
En backstuga är en liten enkel stuga belägen på annans mark, bebodd av personer, backstugusittare, utan eget jordbruk, som exempelvis åldringar eller hantverkare.
Ordet backstuga syftar på att den är belägen på obrukbar mark och utan tillhörande åkermark ("på bar backe"). Ofta låg dessa stugor på stenig mark som inte dög att bruka, inte sällan i en skogsbacke, ibland på en allmänning. Själva byggnaden kunde ägas av innehavaren, men den stod på mark som ägdes av någon annan. Därmed var backstugan inte skattelagd, och i motsats till torpen ofta upplåtna utan dagsverkesskyldighet. Boendeytan kunde vara knapp, kring 15 m² — ibland större för exempelvis skräddare eller skomakare med familj.
Ett mindre stycke jord, lämplig för till exempel ett potatisland, hörde ofta till backstugan.
En av Sveriges bäst bevarade backstugemiljöer finns i Åsle utanför Falköping.

## Bilder

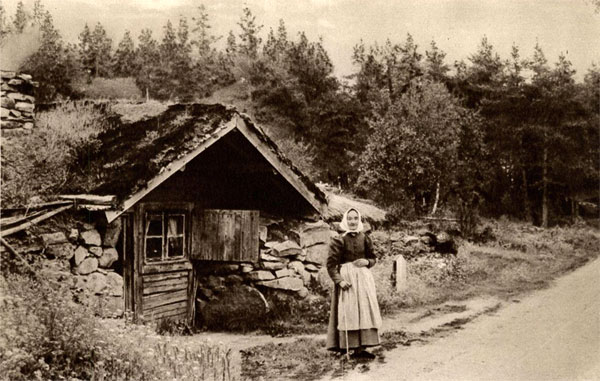
Backstuga i Småland, omkring 1925.
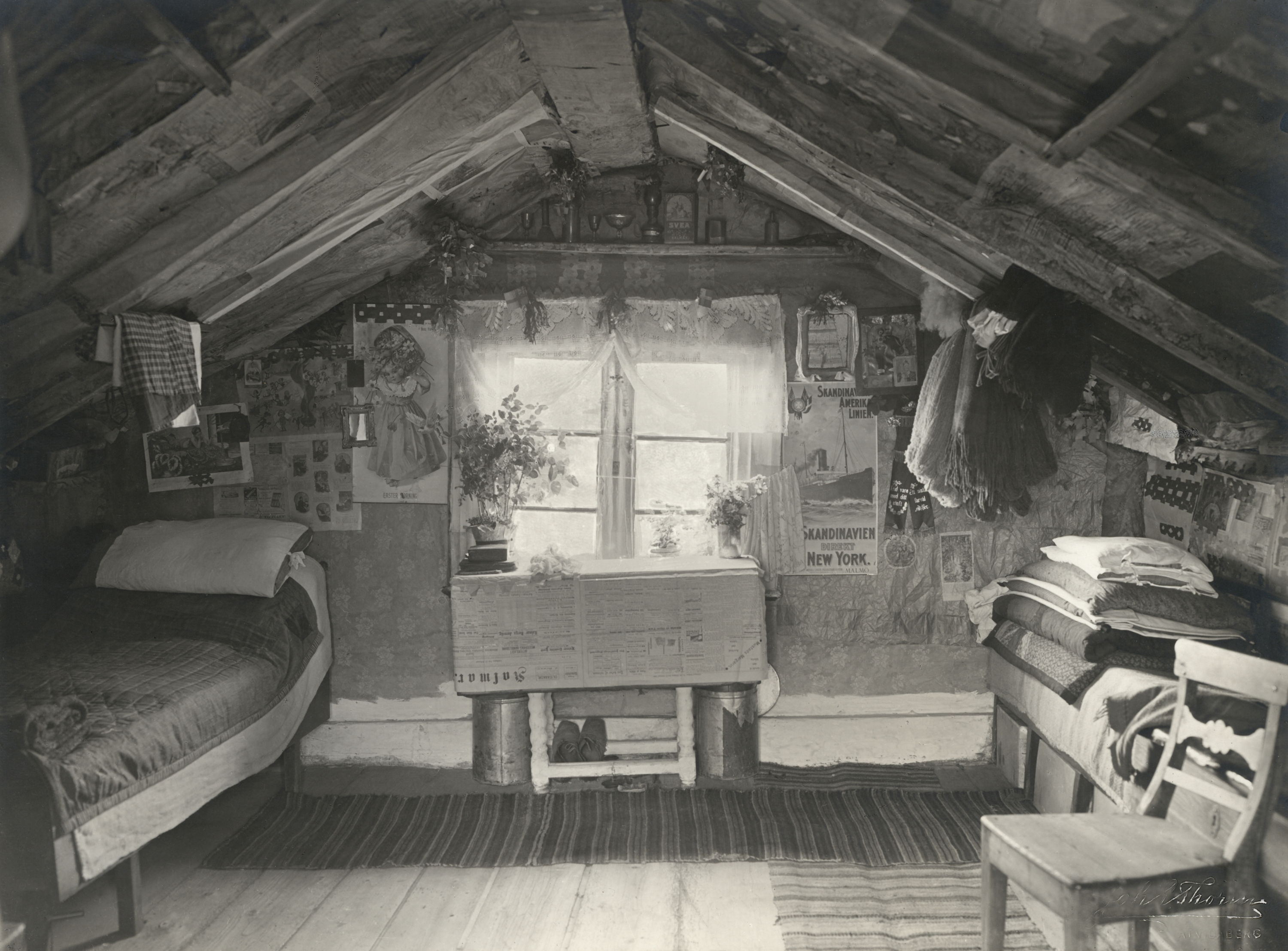
Interiör av backstuga. Linnabacken, Torsås socken, Småland 1904.
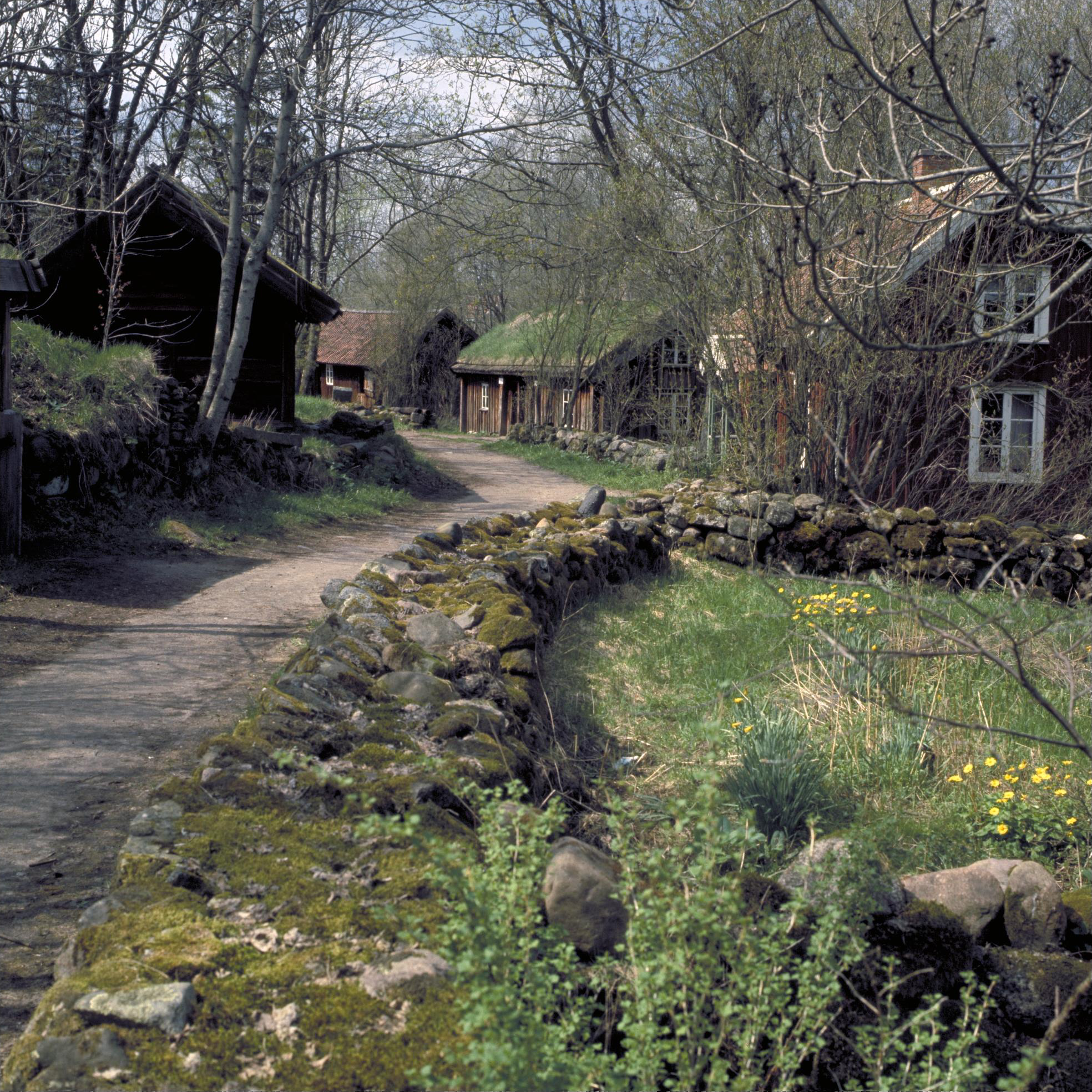
Åsle tå. Fattiggata med små backstugor, numera museum. Bilden troligen från slutet av 1960-talet.